# William J. Clinton Presidential Center & Park

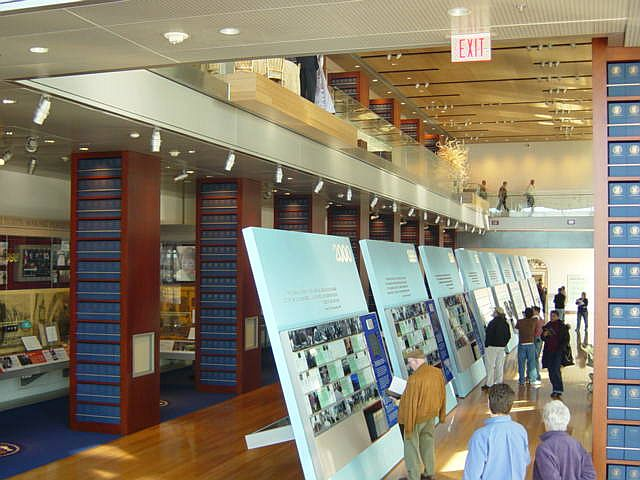
Räume mit Schautafeln im Innern

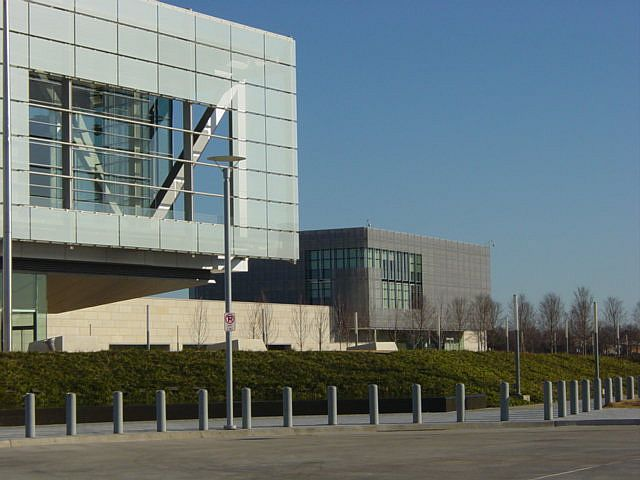
Seitenansicht

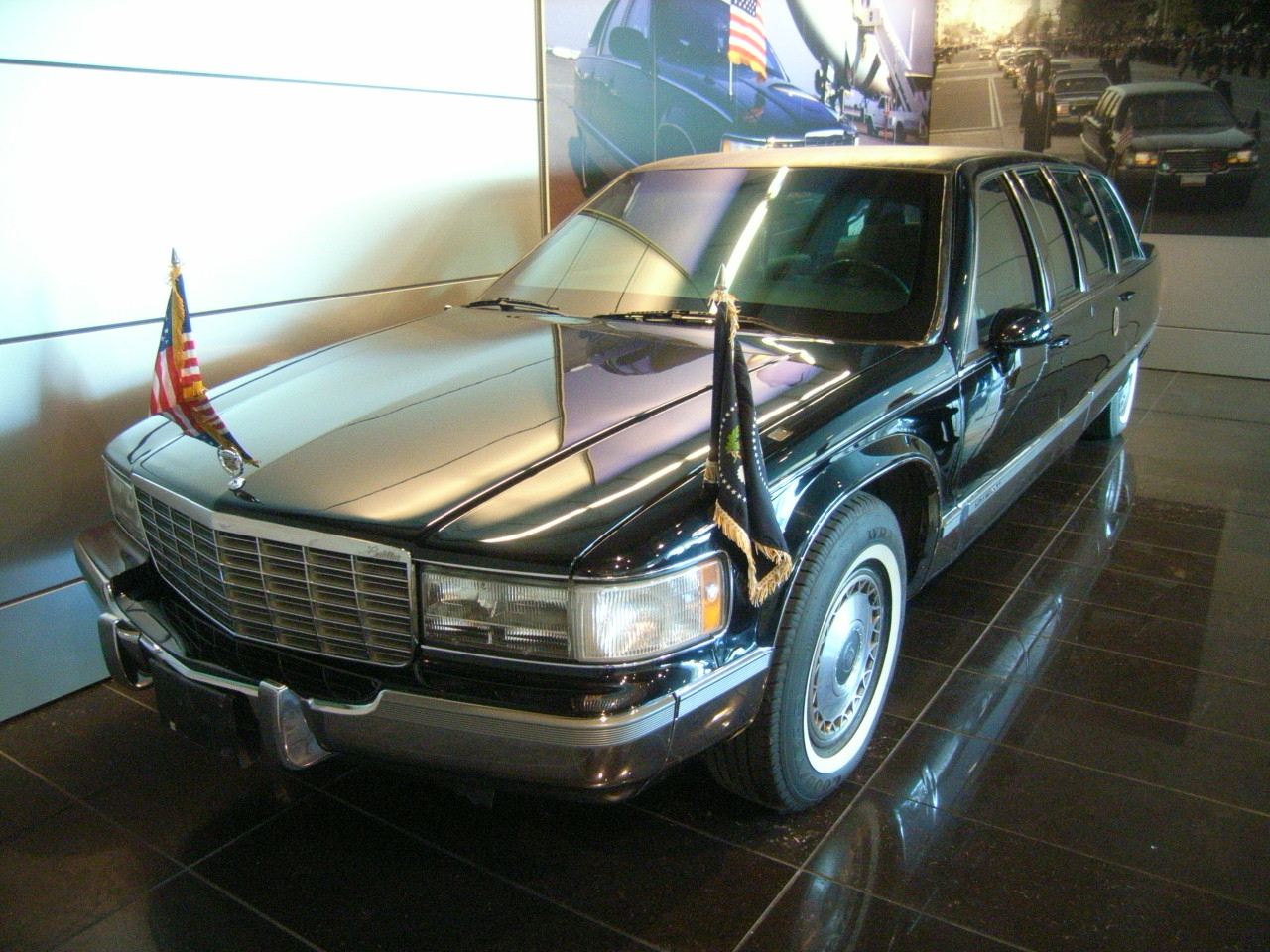
Präsidentenlimousine 1993–2001

Das William J. Clinton Presidential Center & Park ist Teil der William J. Clinton Foundation (Stiftung) und beinhaltet vor allem die Präsidentenbibliothek von Bill Clinton, dem 42. Präsidenten der USA.
Der Gebäudekomplex wurde für 165 Millionen Dollar in einem Park in Little Rock, Arkansas angelegt und am 18. November 2004 im Beisein von US-Präsident George W. Bush sowie den Ex-Präsidenten Carter und Bush sen. eröffnet.
Das Design der Architekten James Polshek und Richard Olcott soll das Anliegen Clintons widerspiegeln, eine Brücke ins 21. Jahrhundert zu schlagen. Dementsprechend wurde eine Konstruktion aus Glas in die Anlage integriert, die eine Brücke über den Arkansas River andeuten soll.
Die Bibliothek, zu der auch ein Museum gehört, beherbergt fast 2 Millionen Fotografien, 76 Millionen Seiten an Büchern und Dokumenten, 21 Millionen E-Mails und 80.000 Geschenke oder sonstige Gegenstände aus Clintons Präsidentschaft. Die Besucher können sich detailliert und multimedial über die Amtszeit und die Biographie des Präsidenten informieren und dabei auch maßstabsgetreue Nachbildungen des Oval Office sowie des Kabinettssaales besichtigen. Auch die von 1993 bis 2001 von Bill Clinton verwendete Präsidentenlimousine, ein Cadillac Fleetwood, kann in der Ausstellung besichtigt werden.
Neben der Bibliothek und dem Museum sind auch die Büros der Clinton-Stiftung und die University of Arkansas Clinton School of Public Service auf dem insgesamt 12 Hektar großen parkartig angelegten Areal untergebracht.
Der Stadt Little Rock bescherten der Ex-Präsident und der Bau der für ihre Architektur gefeierten Bibliothek einen kräftigen Anstieg der Investitionen und des Tourismus.